# Membraniporidra porosa
Membraniporidra porosa är en mossdjursart som beskrevs av Osburn 1950. Membraniporidra porosa ingår i släktet Membraniporidra och familjen Calloporidae. Inga underarter finns listade i Catalogue of Life.